# پونزانو ونتو
پونزانو ونتو (به ایتالیایی: Ponzano Veneto) یک کومونه در ایتالیا است که در استان ترویزو واقع شده‌است. پونزانو ونتو ۲۲٫۱ کیلومتر مربع مساحت و ۱۲٬۰۱۲ نفر جمعیت دارد.